# Büsum-Wesselburen

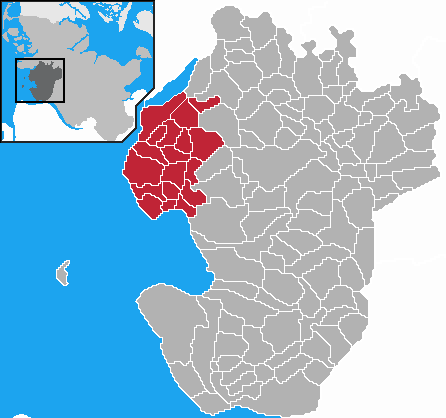
Localização do Amt Büsum-Wesselburen no distrito de Dithmarschen

Brasão do Amt Büsum-Wesselburen

Büsum-Wesselburen é uma associação municipal da Alemanha, localizada no estado de Schleswig-Holstein, distrito de Dithmarschen. Sua sede é Büsum.
É constituído pelos seguintes municípios (população em 31/12/2006):
1. Büsum (4867)
2. Büsumer Deichhausen (348)
3. Friedrichsgabekoog (66)
4. Hedwigenkoog (280)
5. Hellschen-Heringsand-Unterschaar (183)
6. Hillgroven (83)
7. Norddeich (430)
8. Oesterdeichstrich (297)
9. Oesterwurth (275)
10. Reinsbüttel (426)
11. Schülp (489)
12. Strübbel (99)
13. Süderdeich (518)
14. Warwerort (303)
15. Wesselburen, cidade (3077)
16. Wesselburener Deichhausen (146)
17. Wesselburenerkoog (148)
18. Westerdeichstrich (931)